# Murphy Wall
Die Murphy Wall umfasst eine Reihe von bis zu 905 m hohen Bergen mit nordsüdlicher Ausrichtung an der Nordküste Südgeorgiens. Sie erstrecken sich wie eine Felswand entlang der Westflanke des Grace-Gletschers.
Der South Georgia Survey nahm während seiner von 1951 bis 1957 dauernden Kampagne Vermessungen vor. Das UK Antarctic Place-Names Committee benannte den Gebirgszug 1958 nach dem US-amerikanischen Ornithologen Robert Cushman Murphy (1887–1973), der von 1912 bis 1913 für das American Museum of Natural History Beobachtungen und Sammlungen in der nahegelegenen Bay of Isles unternommen hatte.